# Leuco

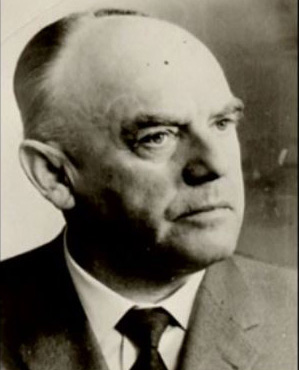
Firmengründer Willi Ledermann

Leuco (Eigenschreibung: LEUCO) ist ein Hersteller im Bereich von hartmetall- und diamantbestückten Maschinenwerkzeugen für die Holz- und Kunststoffbearbeitung. Das Werkzeugangebot umfasst Kreissägeblätter, Zerspaner, Bohrungs- und Schaftwerkzeuge, Bohrer, Spannmittel und Wendeplatten. Angeboten werden ebenfalls ein  Schärfservice, Anwendungsberatung und Dienstleistungspakete. Kunden von Leuco sind Sägewerke, die Bau-, Möbel- und Plattenindustrie sowie Innenausbaubetriebe.
Leuco beschäftigt weltweit 1.142 Mitarbeiter. Leuco wurde im Jahre 1954 durch den Kaufmann Willi Ledermann und den Techniker Josef Störzer gegründet.

## Unternehmensstruktur
Leuco hat heute 20 Tochtergesellschaften und 93 Vertriebspartner in 64 Ländern auf allen 5 Kontinenten.
Fertigungs- und Vertriebsgesellschaften von Leuco gibt es in Horb (Deutschland), Beinheim (Frankreich), Waalwijk (Stehle B.V., Niederlande), Villa Rica (USA), Kapstadt (Südafrika), Melaka (Malaysia), Taicang-Jiangsu (China), Moskau (Russland) und St. Margrethen (Schweiz).

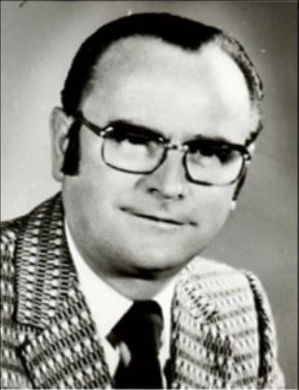
Firmengründer Josef Störzer

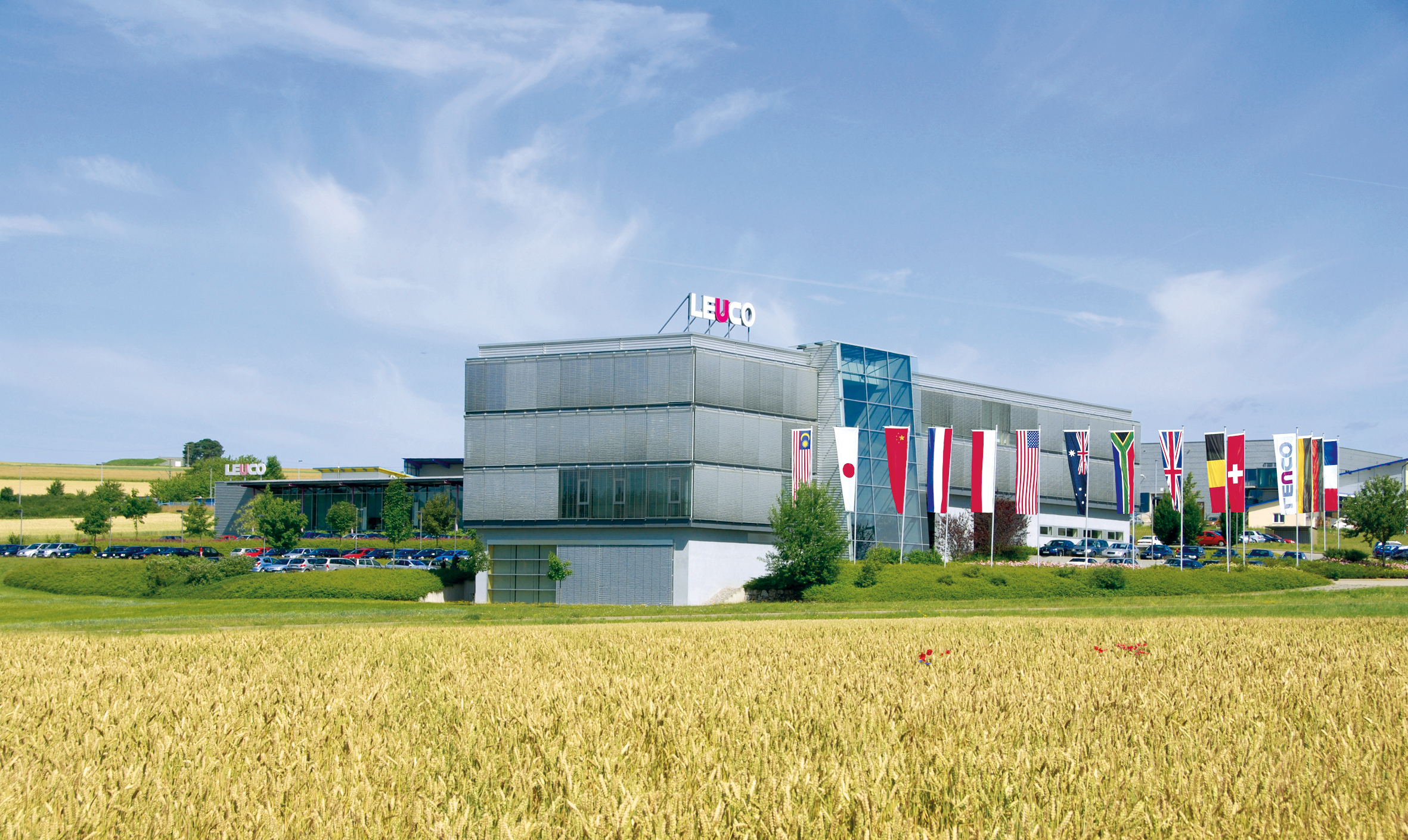
Hauptsitz von LEUCO in Horb am Neckar

Vertriebstochtergesellschaften gibt es in Australien, Belgien, Großbritannien, Japan, Polen, Frankreich, Thailand, Ukraine und Weißrussland.

## Anwendungsgebiete der Leuco-Werkzeuge
Leuco-Werkzeuge finden ihren Einsatz in der gesamten Prozesskette der Holz- und Möbelindustrie vom Ausgangswerkstoff bis hin zum Endprodukt.

## Sponsoring
Leuco tritt seit 2016 als Sponsor für die Musiktage in Horb am Neckar auf.

## Auszeichnungen
- 2018: German Innovation Award, Excellence in Business to Business (B2B), Machines & Engineering, für LEUCO p-System 06/2018[5]
- 2018: German Innovation Award, Excellence in Business to Business (B2B), Machines & Engineering, für LEUCO nn-System, 06/2018[6]
- 2019: German Innovation Award, Excellence in Business to Business (B2B), für LEUCO AirStream-System 05/2019[7]